# Alex Boisvert-Lacroix
Alex Boisvert-Lacroix (Sherbrooke, 8 april 1987) is een Canadees shorttracker en langebaanschaatser.

## Carrière
Als shorttracker won Boisvert-Lacroix in het wereldbekerseizoen 2007/2008 een bronzen medaille op de 500 meter, maar later legde hij zich toe op het langebaanschaatsen. In het wereldbekerseizoen 2011/2012 maakte hij zijn debuut en klom via winst in de B-groep 500 meter op naar de A-groep en werd uiteindelijk 28e in het eindklassement. In het seizoen 2012/2013 begon hij met twee toptienplekken op de 500 meter. 

## Persoonlijk records
| Afstand    | Tijd    | Datum            | Baan           |
| ---------- | ------- | ---------------- | -------------- |
| 500 meter  | 34,15   | 8 december 2017  | Salt Lake City |
| 1000 meter | 1.07,97 | 21 november 2015 | Salt Lake City |
| 1500 meter | 1.51,16 | 30 oktober 2010  | Calgary        |

## Resultaten
| Jaar | WK Sprint               | WK Afstanden       | Olympische Spelen | Wereldbeker       |
| ---- | ----------------------- | ------------------ | ----------------- | ----------------- |
| 2012 |                         |                    |                   | 28e 500m          |
| 2013 |                         |                    |                   | 22e 500m          |
| 2014 |                         |                    |                   | 35e 500m          |
| 2015 |                         |                    |                   | 37e 500m          |
| 2016 | 18e (6e, 23e, 14e, 23e) | 500m               |                   | 5e 500m 27e 1000m |
| 2017 |                         | 13e 500m           |                   | 22e 500m 0p 1000m |
| 2018 |                         |                    | 11e 500m          | 6e 500m 47e 1000m |
| 2019 |                         |                    |                   | 33e 500m          |
| 2020 |                         | 17e 500m           |                   | 10e 500m          |
| 2021 |                         | 12e 500m 21e 1000m |                   | 17e 1000m         |